# Estonia ai IV Giochi olimpici invernali
L'Estonia partecipò ai IV Giochi olimpici invernali, svoltisi a Garmisch-Partenkirchen, Germania, dal 6 al 16 febbraio 1936, con una delegazione di 5 atleti impegnati in quattro discipline.